# Kingstonklep
Een kingstonklep (Engels: kingston valve) is een klep die in de bodem van een schip zit en dient om water- en ballasttanks te vullen. De klep kan op zee geopend worden om zeewater in te laten, om een bepaald ballastvermogen te verkrijgen voor de stabiliteit van het schip of om een bepaald trimpunt te bekomen. In een droogdok worden de kingstonkleppen opengezet, zodat stookolieresten en ballastwater eruit kunnen stromen. Dan worden de onderste ruimtes van het schip (bilge) volledig gereinigd en de kleppen nagekeken.

## Bij onderzeeërs
Bij onderzeeërs staan de kingstonkleppen op de bodem van de onderzeeboot. Ze dienen om de ballasttanks met een hoeveelheid zeewater te vullen en een neerwaartse duik te verkrijgen. De kleppen houden het zeewater in de ballasttanks. De samengeperste compressielucht, die voordien in luchttanks werd samengeperst tijdens het oppervlaktevaren, blazen vanuit de automatisch geopende ventielen, bovenaan de ballasttanks, en stuwen het water met kracht er weer uit. Zo verkrijgt men een opwaartse vaart van de onderzeeboot naar de oppervlakte of de gevraagde diepte, o.a. periscoopdiepte.
Deze opstijging of duik gaat gepaard met de gevraagde opengedraaide ventielen, zodat de onderzeeboot zeer langzaam, langzaam of snel naar boven stijgt of in dezelfde volgorde naar onder gaat (onderzeeërs hebben enorm veel van deze ventielen). Tijdens vredestijd blijven de kingstonkleppen gesloten wanneer de onderzeeër aan de oppervlakte vaart. De kleppen en ventielen worden geopend voor een normale duik, maar voor het verkorten van tijd, is het nodig in oorlogstijd de kingstonkleppen permanent geopend te houden, wanneer op zee, de ballasttanks met zeewater gevuld moeten worden, of weer uitgeperst moet worden, door de enorme persluchtkracht. Zo hadden de U-boten tijdens de Tweede Wereldoorlog, 20 à 25 seconden nodig om in een crash- of snelduik onder water te gaan. Maar, dan zat men soms nog niet diep genoeg om dieptebommen te ontlopen.
In oorlogstijd verkrijgt men zo een snelduik als het erop aankomt, de vijandelijke escorteschepen of bommenwerpers te ontwijken.
Eveneens zijn de kingstonkleppen geopend bij een snelle opstijging naar de oppervlakte. Dan zet men alle ventielen open voor de perslucht voor een snelle opwaartse lift. Dan "vliegt" de onderzeeër naar de oppervlakte en springt hij, eerst met zijn voorschip, met rondom een wolk van opspattend schuim en luchtbellen, uit het water als een "kurkstop".
Dit is bij een noodsituatie als er water in de bemande delen binnenstroomt, door dieptebomtreffers aan de drukhuid, of door een té diepe duik, die de onderzeeër nét niet aan kon. Ook wil men hiermee voorkomen dat de onderzeeër, door de hoeveelheid binnengekregen water, niet meer zou kunnen opstijgen, ondanks het verwoed blazen met de luchttrimtank.
Uiteindelijk worden de luchttanks leeggeblazen en zakt de onderzeeër onherroepelijk en voorgoed naar de diepzee.

## Bij oppervlakteschepen
Bij onderzeeboten liggen de kingstonkleppen onderaan de evenwijdige ballasttanks, die rondom de drukhuid en het werk- en verblijfcompartiment liggen. Bij oorlogsschepen en zeeschepen zijn de kingstonkleppen onderaan de bodem van het schip gelegen. Zij dienen niet om te trimmen of ballastwater uit of in te spuien, maar wel om een hoeveelheid ballastwater in te laten, om een betere laadcapaciteit of trimdraaipunt voor het vaartuig te verkrijgen. Sommige vrachtschepen laden al op voorhand tonnen ballastwater in, via de kingstons, en liggen zo aan de laadkade achterwaarts, dikwijls met hun bulbsteven of de onderboegronding iets boven water.
Met de hoeveelheid ladingcapaciteit midscheeps komt het vrachtschip automatisch bijna horizontaal te liggen, mits nog een trimpunt achteraan, voor een betere besturing van het schip op de roeren en schroeven, en vertrekt zo voor zijn vrachtreis.

## Noodlottige kingstons
In oorlogstijd werden de kingstonkleppen meermaals gebruikt om het onherroepelijk beschadigde en verloren verklaarde schip eigenhandig en vrijwillig te laten zinken. Deze kingstonkleppen waren zware ronde kleppen met in het midden een ventiel dat men dicht of open kon draaien, en nog eens met U-klemmen, die met grote vleugelmoeren waren bevestigd. Eerst werden de vleugelmoeren losgedraaid en dan werd het centrale hoofdventiel volledig opengedraaid, totdat de druk van het zeewater het deksel voorgoed opensloeg. Dit hoofdventiel werd bij normaal gebruik opengedraaid om ballastwater in te pompen via pijpen naar de ballasttanks.
De bevelhebbers lieten liever hun noodlottig getroffen schip daadwerkelijk ten onder gaan, dan het te verspelen aan de vijand. Daarom stuurde de bevelhebber enkele vrijwilligers naar het onderschip, om onder in het schip de kingstonkleppen te openen. De kleppen vlogen open door de onderscheepse waterdruk, en tonnen waterfonteinen spoten met enorme kracht verschillende meters omhoog en vulden in minimum van tijd het onderschip van de machinekamers.
De vrijwilligers moesten dan zien zich zo snel mogelijk uit de voeten te maken en de ladders naar de bovendekken te bereiken, voordat het zinkende schip met hen zou ten onder gaan. Meestal was zo'n schip al door verscheidene torpedo-inslagen geraakt en kreeg het in zijn geraakte compartimenten nog eens extra zeewater binnen. Door de kracht en de druk van het binnenstromende water sloegen deze compartimentsdelen ineen en drong het zeewater verder het zinkende schip binnen.
Met het openen van de kingstonkleppen versnelde dit zinkingsproces zienderogen.